# Elbeuf-sur-Andelle
Elbeuf-sur-Andelle – miejscowość i gmina we Francji, w regionie Normandia, w departamencie Sekwana Nadmorska.
Według danych na rok 1990 gminę zamieszkiwało 245 osób, a gęstość zaludnienia wynosiła 42 osoby/km² (wśród 1421 gmin Górnej Normandii Elbeuf-sur-Andelle plasuje się na 660. miejscu pod względem liczby ludności, natomiast pod względem powierzchni na miejscu 623.).